# Енотаевская улица (Санкт-Петербург)
Енота́евская улица — улица в Выборгском районе Санкт-Петербурга. Проходит от проспекта Энгельса до Удельного проспекта.

## История
Название Енотаевская улица известно с 1887 года, дано по городу Енотаевску (ныне — село Енотаевка) Астраханской области в ряду близлежащих улиц, наименованных по старинным малым городам России.
С 31 октября 1977 года по 4 октября 1991 года называлась улицей Фофановой, в честь М. В. Фофановой (1883—1976), участницы революционного движения в России, на квартире которой (Сердобольская улица, дом № 1, квартира № 41) с 7 (20) октября по 24 октября (6 ноября) 1917 года скрывался В. И. Ленин.

## Пересечения
- проспект Энгельса
- Ярославский проспект
- Костромской проспект
- Удельный проспект

## Транспорт
По улице проходит трасса  автобусного маршрута № 208.
В непосредственной близости от улицы располагаются трамвайное кольцо «Станция метро „Удельная“», наземный вестибюль станции метро «Удельная» и железнодорожная платформа Удельная.